# Massacro di Lecce
Il massacro di Lecce è un caso di omicidio plurimo avvenuto a Lecce, il 21 settembre 2020. 
Il massacro fu compiuto dallo studente ventitreenne Antonio Giovanni De Marco, che uccise a colpi di coltello la coppia di fidanzati Daniele De Santis, leccese trentatreenne arbitro di calcio di Serie C, e la compagna trentenne Eleonora Manta, originaria di Seclì. Il delitto avvenne al secondo piano di una palazzina in Via Montello 2, in cui per alcuni mesi De Marco aveva abitato insieme ai due fidanzati. 
Il 7 giugno 2022, la Corte d'Assise di Lecce condannò De Marco all'ergastolo, sentenza confermata in appello nell'aprile 2023. Per stesso volere dell'imputato, gli avvocati di De Marco non fecero ricorso in cassazione. 

## I fatti
Intorno alle 20:45 del 21 settembre 2020, alcuni testimoni udirono dei forti rumori e delle grida provenire da un appartamento in una palazzina in Via Montello a Lecce. Venne dapprima sentita una voce femminile in cucina che urlava "ci stai ammazzando!", poi una voce maschile sul pianerottolo che gridava più volte "basta, basta". Gli operatori del 112 arrivati sul posto trovarono il cadavere del proprietario dell'appartamento Daniele De Santis sul pianerottolo, martoriato da trentotto ferite da arma di punta e taglio, mentre in cucina venne rinvenuto il corpo senza vita della fidanzata Eleonora Manta, uccisa da quarantuno coltellate. 
Daniele De Santis fu aggredito in un primo momento all'interno della cucina, per poi essere finito sul pianerottolo dove si era recato per tentare di allontanare l'assassino da Eleonora. Mentre Daniele veniva attaccato sulle scale che conducevano alla porta dell'appartamento, Eleonora cercò di avventarsi sull'aggressore e portarlo via dal fidanzato per permettere a quest'ultimo di scappare. Questa fu affrontata e uccisa dall'assassino con quattro coltellate fatali ai polmoni, allo stomaco, al fegato e all'intestino. Successivamente, l'aggressore portò a termine anche l'omicidio di Daniele accoltellandolo al volto, al torace e sette volte alla schiena. 
Le tracce ematiche partivano dalla cucina fino ad arrivare alla porta, e subito dopo l'aggressione i testimoni videro uscire dalla palazzina un ragazzo incappucciato con un borsone in spalla. Venne subito identificato come l'aggressore, che fu visto allontanarsi dalla scena del crimine in modo tranquillo e per nulla agitato.   
L'analisi della scena del crimine rivelò che, poco prima della strage, Daniele ed Eleonora stavano finendo di cenare in quanto la tavola era ancora apparecchiata. La violenza con cui erano stati uccisi e la mancanza di segni di scasso sulla serratura dell'appartamento portò gli inquirenti a pensare che i due conoscessero il loro assassino, e che gli avevano aperto la porta ignari delle sue intenzioni (oppure questo disponeva delle chiavi per entrare).   

## Le indagini
Un minuto e mezzo prima della chiamata al 112 da parte dei testimoni, Eleonora inviò alla sua famiglia una foto di lei, scattata da Daniele, mentre stava assaggiando un dolce. Il breve lasso di tempo tra lo scatto e la chiamata ai soccorsi fece capire agli inquirenti che l'assassino non si era fatto aprire dai due fidanzati, operazione che avrebbe richiesto più tempo, ma era entrato con le chiavi cogliendo entrambi di sorpresa. Daniele era solito affittare il suo appartamento a giovani studenti universitari e l'ultimo ad aver abitato lì insieme a lui ed Eleonora risultò essere il ventitreenne Antonio De Marco, originario di Casarano e studente di scienze infermieristiche all'università del Salento. Confrontando la foto del profilo WhatsApp di De Marco a quella del ragazzo visto dalle telecamere la sera dell'omicidio, fu notata una forte somiglianza e De Marco venne arrestato il 28 settembre 2020. 
De Marco confessò subito la paternità del delitto, attribuendo il movente a una probabile invidia nei confronti delle vittime perché "troppo felici". Le indagini rivelarono una personalità fortemente tormentata e problematica di De Marco, studente descritto da tutti come molto riservato e solitario e con pochi amici. Nei suoi interrogatori, De Marco parlò di una "rabbia incontrollabile" che l'aveva portato a compiere il duplice omicidio. Nelle pagine del suo diario, gli inquirenti scoprirono che nel gennaio 2020 De Marco aveva deciso di uccidere qualcuno se a fine anno non avesse trovato una fidanzata, e che riteneva giusto il fatto che qualcuno dovesse pagare per le sue sofferenze, e che non aveva fatto niente di male per meritarsele. Venne inoltre scoperto che, la sera del 21 settembre 2020, De Marco aveva un appuntamento con una prostituta da cui si recò subito dopo aver ucciso Daniele ed Eleonora. La responsabilità di De Marco nel duplice omicidio venne accertata dal test del DNA effettuato sui vari oggetti sulla scena del crimine, come il passamontagna e il fodero del coltello, che confrontati con il DNA dell'indagato diedero esito positivo. 

## Il processo
Il processo a carico di Antonio De Marco cominciò nel febbraio 2021, e l'accusa fu quella di duplice omicidio volontario aggravato, con le aggravanti della premeditazione e di aver agito con crudeltà. In una nota sul suo diario risalente al 1° marzo 2020, infatti, era stata stilata una lista utile alla realizzazione di un omicidio, che recitava "Lenzuolo, Mascherina, Guanti, Camice, Corde, Fascette da elettricista, Copriscarpe, Nastro (anche quello biadesivo), Foto di Gesù e della Madonna, Scegliere le cose da cancellare dal PC e dalla cronologia, Arma". Il 21 agosto, invece, era stato annotato: 
“Mercoledì sono stato malissimo, veramente male, mai stato così male finora. Ho pregato la Madonna in ginocchio affinché facesse finire tutto quel dolore ma non è successo, non so cosa fare mi sento morire. Ma perché non sono amato da nessuna? Ma faccio veramente così schifo? Io voglio stare bene... ho deciso che ucciderò Daniele... Se Dio, se il destino, se il caso non vuole che Daniele e altre persone muoiano allora deve farmi incontrare una ragazza che voglia stare con me, altrimenti non mi fermerò mai e ucciderò sempre più persone. Ho deciso di intraprendere una vendetta, una vendetta contro Dio, il mondo e la mia vita, la vita che odio così tanto".
A fronte di queste prove, il pubblico ministero Maria Consolata Moschettini giunse alla conclusione che De Marco aveva agito per invidia e chiese la pena dell'ergastolo con isolamento diurno di un anno.   
Giovanni Bellisario e Andrea Starace, avvocati difensori di De Marco, sostennero la semi-infermità mentale, quindi non imputabilità, dello studente al momento del delitto e per questo richiesero una perizia psichiatrica. La perizia, sostenuta dallo psichiatra Andrea Balbi e del neurologo Massimo Marra, escluse qualsiasi forma di autismo o psicosi riscontrando in De Marco un disturbo narcisistico della personalità, che non limitava la capacità di intendere e di volere. 
Il 7 giugno 2022, la Corte d'Assise di Lecce condannò De Marco alla pena dell'ergastolo ma non applicando l'isolamento diurno come richiesto dal pubblico ministero. La sentenza fu confermata in appello nell'aprile 2023, con l'aggiunta dell'isolamento diurno per tre anni. Gli avvocati difensori, su stessa richiesta di De Marco, non fecero ricorso in cassazione rendendo la condanna prounciata in appello definitiva nel giugno 2023. Attualmente De Marco è recluso nel carcere di Lecce, da cui su alcuni fogli continua a scrivere i suoi pensieri e le sue riflessioni come “Certe volte mi sembra di essere un vero e proprio mostro e la cosa peggiore è che sento che a una parte di me piace questa idea”. 